# Wallfahrtskirche Maria Hilf (Klosterlechfeld)

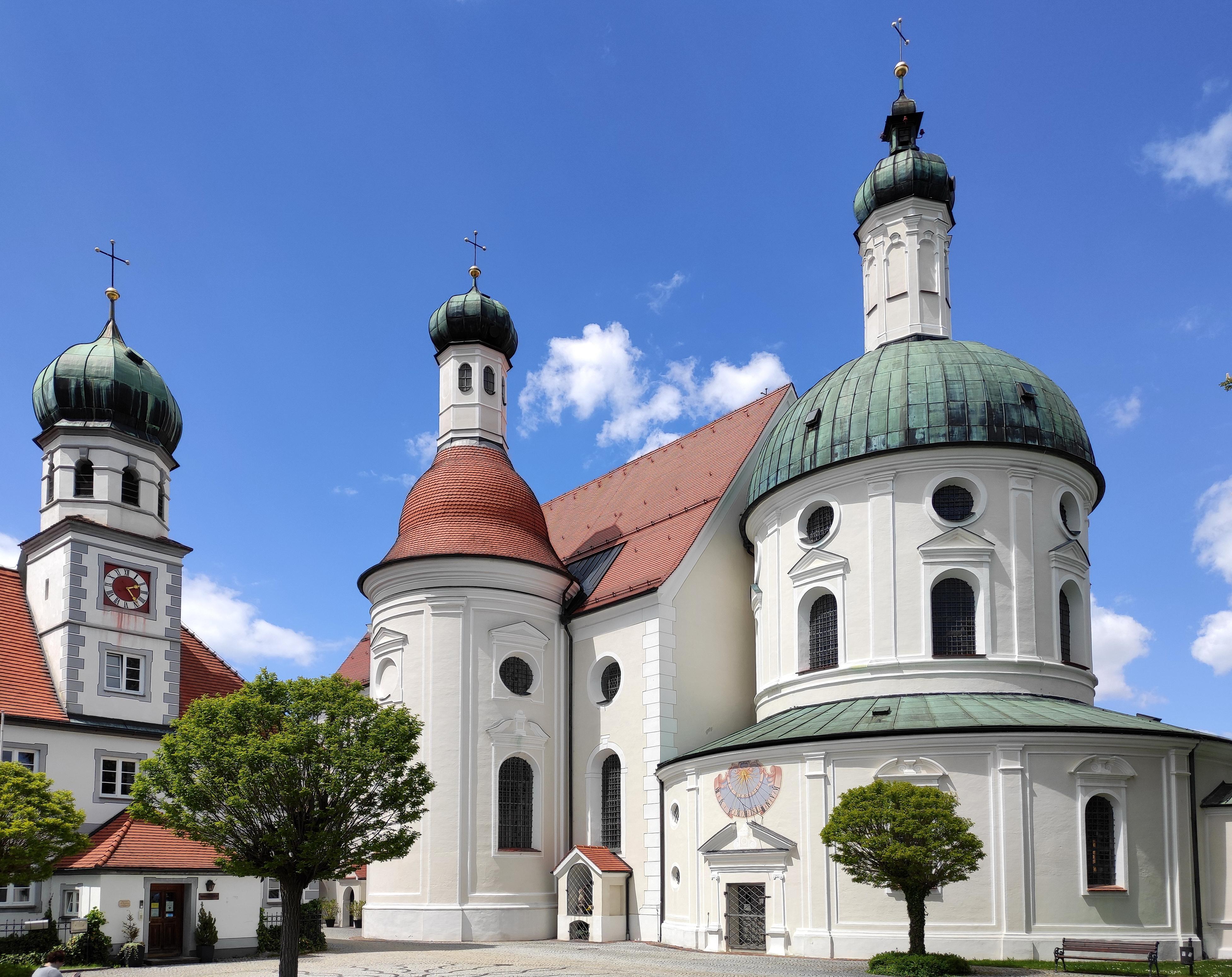
Gesamtansicht vom Wallfahrtsplatz

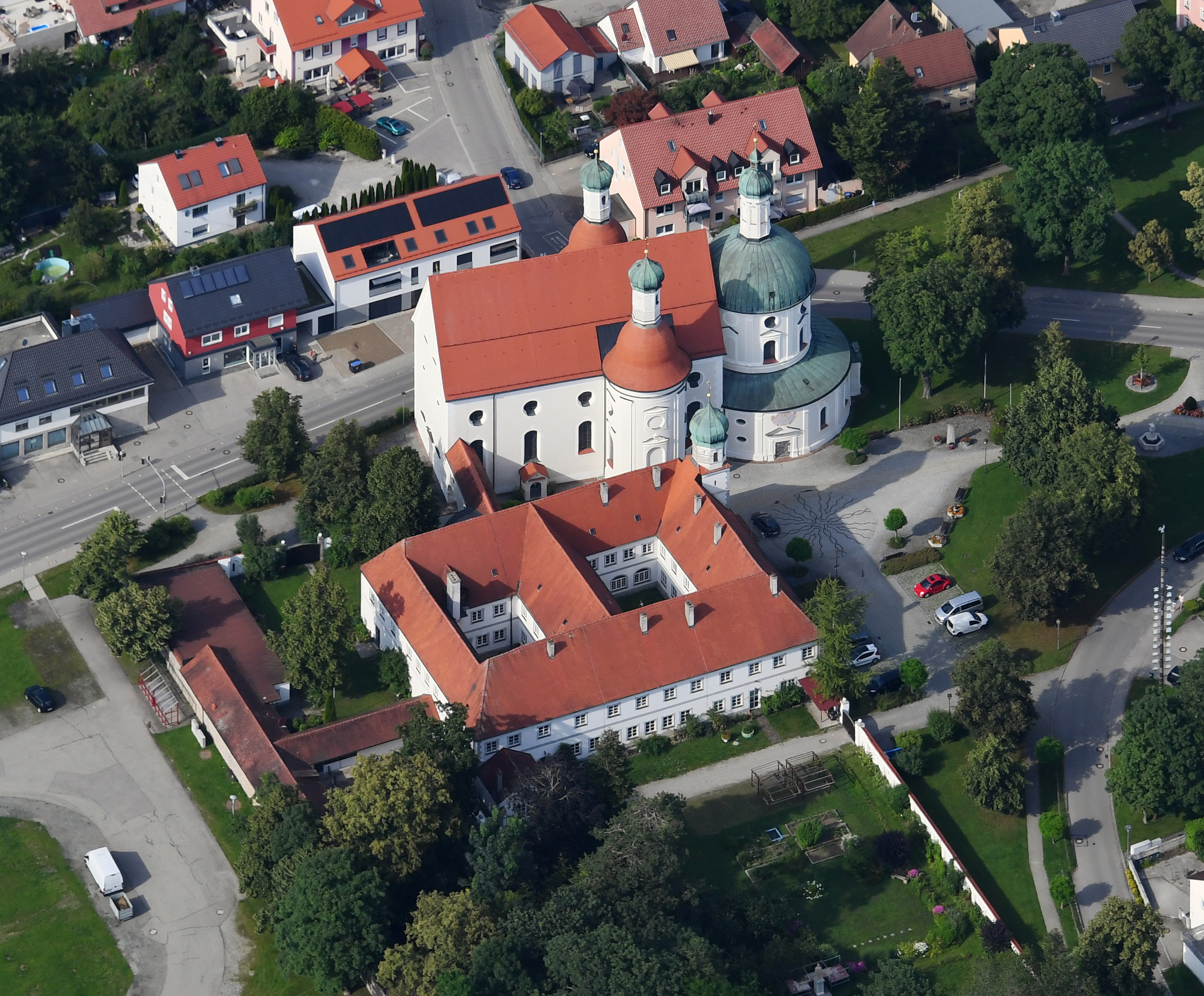
Wallfahrtskirche Maria Hilf und Kloster Lechfeld aus der Luft gesehen

Die Wallfahrtskirche Maria Hilf liegt am Rand des parkähnlichen Wallfahrtsplatzes in der Mitte des Ortes Klosterlechfeld im Landkreis Augsburg in Schwaben. Das 1984 aufwändig restaurierte Gotteshaus gilt als eine der bedeutendsten Sehenswürdigkeiten auf dem Lechfeld.

## Geschichte
Die Wallfahrt geht auf eine Stiftung der Witwe des Augsburger Bürgermeisters Raimund von Imhof (1548–91) zurück. Regina von Imhof geb. Bemblin (1554–1624) soll sich auf der Rückreise von Augsburg zu ihrem Schloss in Untermeitingen im dichten Nebel des Lechfelds verirrt haben. In ihrer Not gelobte sie den Bau einer Kapelle zu Ehren der Gottesmutter, um wieder auf den richtigen Weg zu gelangen. Der Lech war damals noch nicht reguliert. Zahlreiche Nebenarme und Sumpfgebiete bildeten ein gefährliches Labyrinth, das schon einigen Menschen zur Todesfalle geworden war. Als sie plötzlich die Lichter ihres Schlosses in der Ferne sah, musste ihr Kutscher angeblich seine Peitsche in die Erde stecken, um den Standort der Kapelle zu markieren.
Der Grundstein zum Kirchlein „Unserer Lieben Frauen Hilf“ wurde am 7. April 1603 gelegt. Bereits am Dreifaltigkeitstag des nächsten Jahres konnte der Augsburger Weihbischof Sebastian Breuning den Bau weihen. Der Entwurf der Rotunde stammte von Elias Holl, der sich das Pantheon in Rom zum Vorbild genommen hatte. Schon bald setzte eine rege Wallfahrt zur Muttergottes auf dem Lechfeld ein, zu deren Betreuung sich ab 1606 Franziskaner (OFM) aus der Oberdeutschen oder Straßburger Franziskanerprovinz (Argentina) niederließen. Die Stifterin errichtete den Brüdern daraufhin ein erstes Klostergebäude, das rasch ausgebaut und schon 1624 zum Konvent erhoben wurde; ab 1625 kam das Kloster mit der gesamten „bayerischen Kustodie“ der Argentina zur Bayerischen Franziskanerprovinz (Bavaria). Um das Kloster entstand der Weiler Lechfeld als Ansiedlung von Wirten, Händlern und Bauern, denen der Wallfahrtsbetrieb gute Einnahmemöglichkeiten brachte.
Während des Dreißigjährigen Krieges wäre die Rotunde beinahe von den Schweden abgerissen worden. General Wrangel entschloss sich jedoch, die Kapelle zu verschonen. Die Wallfahrt erhielt in der Folge immer mehr Zulauf, so dass man 1656 mit dem Anbau eines Langhauses beginnen musste. 1659 konnte der Erweiterungsbau konsekriert werden. Anschließend begann die Erhöhung des Rundbaues und die Errichtung der Sakristei. 1690/91 kamen noch die beiden runden Seitenkapellen hinzu, die der Kirche zusammen mit der Rotunde ihr eigentümlich „osteuropäisches“ Aussehen verleihen. Das Innere wurde 1739 bis 1748 in Rokokoformen umgestaltet bzw. ergänzt. Im 18. Jahrhundert galt Klosterlechfeld nach Altötting als der meistbesuchte Marienwallfahrtsort Bayerns.
Größere Restaurierungsmaßnahmen fanden von 1860 bis 1862 und 1953/54 statt. 1984 konnte eine mehrjährige Generalsanierung abgeschlossen werden. 1993 verließen die Ordensleute auf Anordnung der Bayerischen Franziskanerprovinz das kleine Kloster neben der Kirche. 

## Außenbau
Der ursprünglichen Gnadenkapelle ist im Westen das rechteckige Langhaus mit den runden Seitenkapellen angefügt. Um die Rotunde wurde außen der eingeschossige Sakristeianbau in der Art eines Chorumganges herumgeführt. Die Kuppel wird von einer hohen Laterne mit Zwiebelhaube abgeschlossen. Die geschwungenen Kuppeln der Seitenkapellen tragen ebenfalls Laternen mit Zwiebelabschlüssen. Bereits die Laterne der ersten Wallfahrtskapelle sollte an die Lichter erinnern, die der Stifterin den Weg nach Hause gewiesen hatten.
Die Architekturgliederung des Außenbaues besteht aus farblich abgesetzten Pilastern und Fensterumrahmungen. Die rundbogigen Fensteröffnungen werden teilweise von gesprengten bzw. Dreiecksgiebeln abgeschlossen. Die Rotunde ist mit Kupferplatten eingedeckt, das Langhaus und die Seitenkapellen tragen Ziegeldächer, nur die Laternen wieder grüne Kupferkuppeln.

## Innenraum

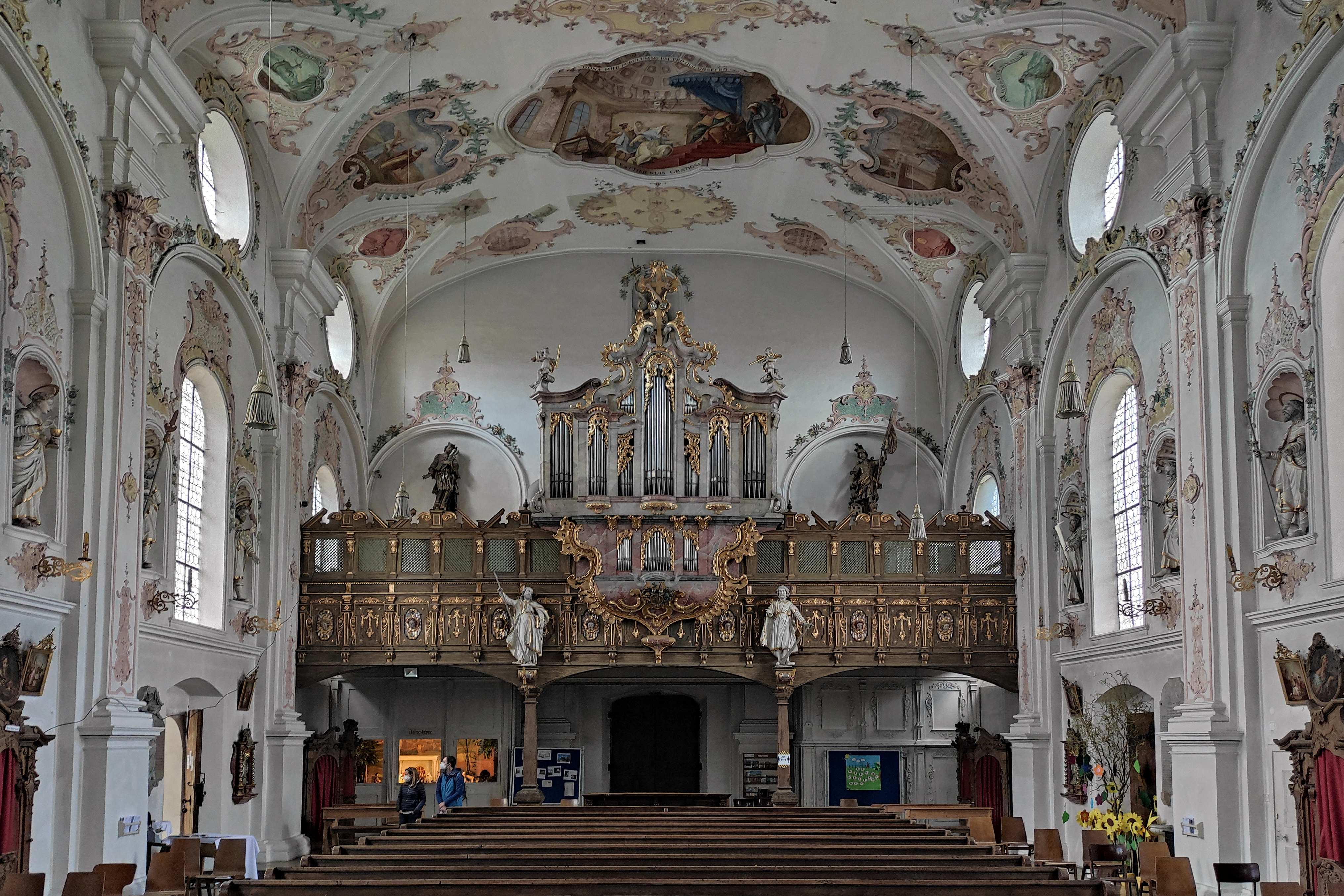
Langhaus mit Orgelempore und Mönchschor

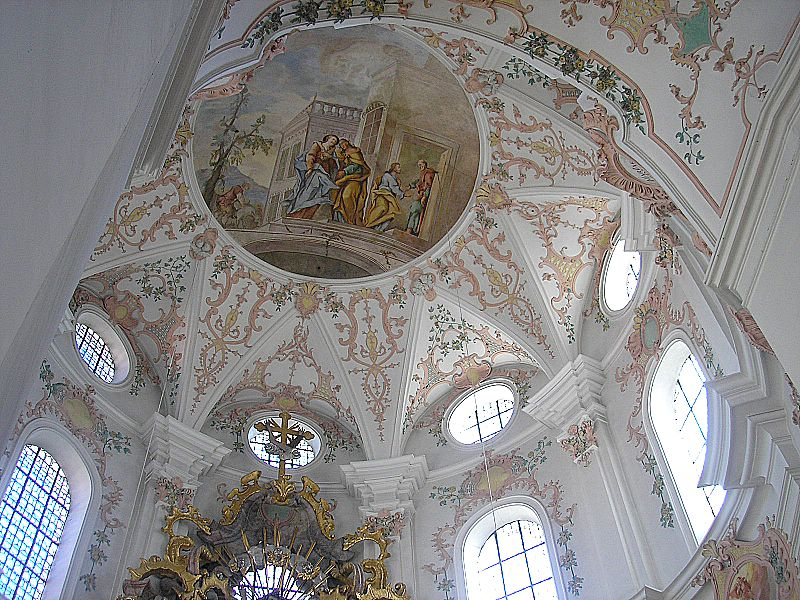
Das Gewölbe der Chorrotunde

Das einschiffige Langhaus wird von einem flachen Stichkappengewölbe überspannt. Seitlich öffnen sich die Wände zu den Kapellen, im Osten leitet der schmale Chorbogen in die Rotunde über, die von den mächtigen Seitenaltären flankiert wird.

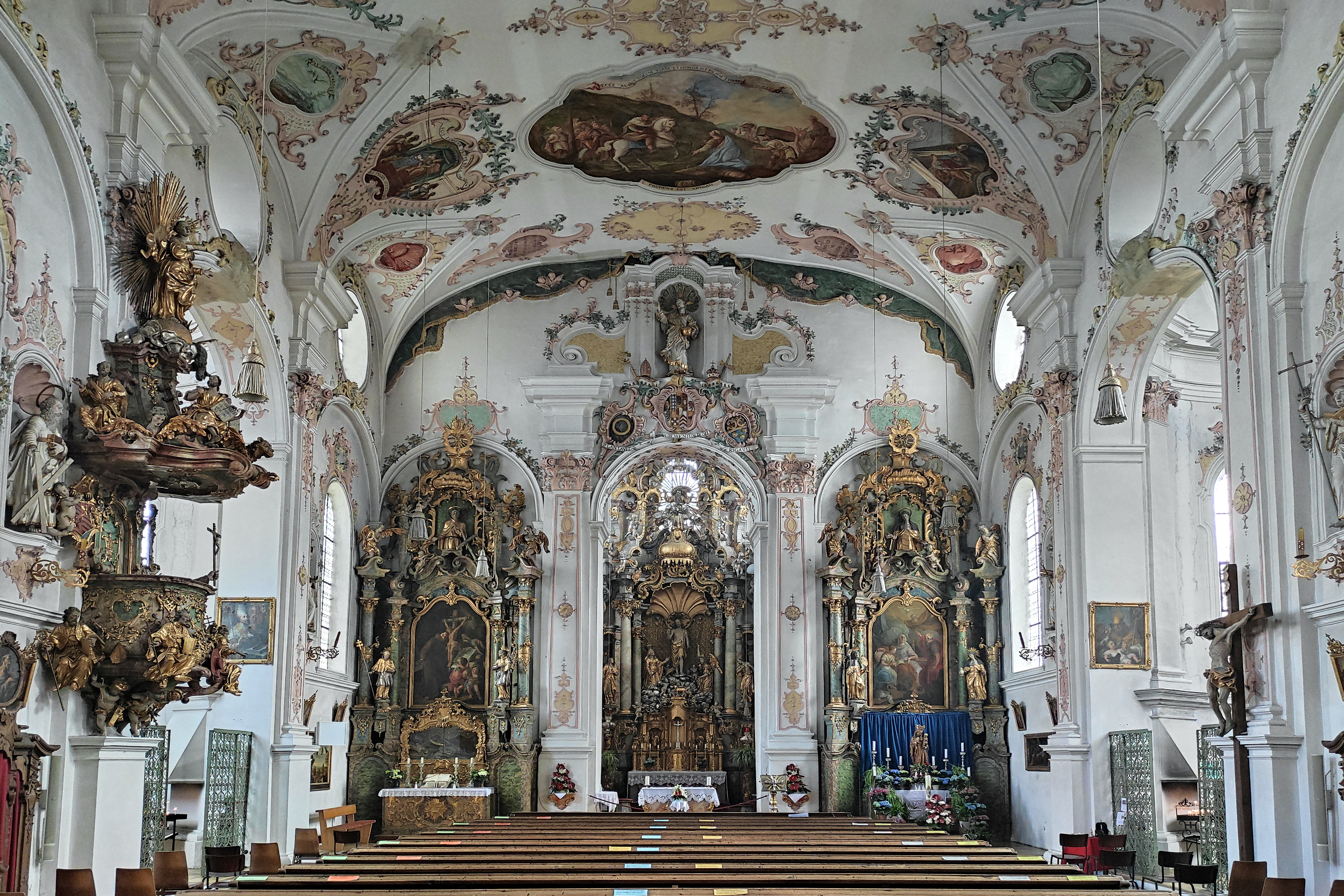
Chor und Seitenaltäre

Die Wandflächen des Langhauses gliedern flache Blendarkaden mit Wandpfeilern und Pilastern. In den Blendarkaden sitzen rundbogig geschlossene Fensteröffnungen, unter dem Gewölbe zusätzlich kleine kreisförmige Fenster. Der Wandaufbau der Rotunde ist ähnlich gestaltet. Hier ist noch eine zusätzliche Wandzone mit toskanischen Pilastern eingefügt, die durch ein Gesims vom Unterbau abgesondert wird.
Die Stuckaturen stammen von Johann Baptist und Ignaz Finsterwalder (1733/34 und 1735). Die Dekorationen bestehen aus Bandel- und Gitterwerk, Kartuschen, Blattranken, Blumengehängen, Engelsköpfen und anderem. Über dem Chorbogen sind die Wappen der Fürstbischöfe Heinrich von Knöringen, Johann Christoph von Freyberg und Alexander-Sigismund von Pfalz-Neuburg ausgearbeitet. Die Stuckaturen der Sakristei gehen noch auf Caspar Feichtmayr (1669/71) zurück und bestehen aus Vierpässen mit Rosettenfeldern in Leistenrahmen.

Das Deckengemälde in der Rotunde ist das Werk von Johann Georg Lederer aus Augsburg und zeigt die Heimsuchung Mariae. Auch die Wandgemälde im Chor stammen von ihm (1733). Alle sechs Bilder beziehen sich auf die Gottesmutter, die u. a. als Schutzmantelmadonna, Helferin in Seenot und Schützerin vor Feuersbrunst dargestellt wird.

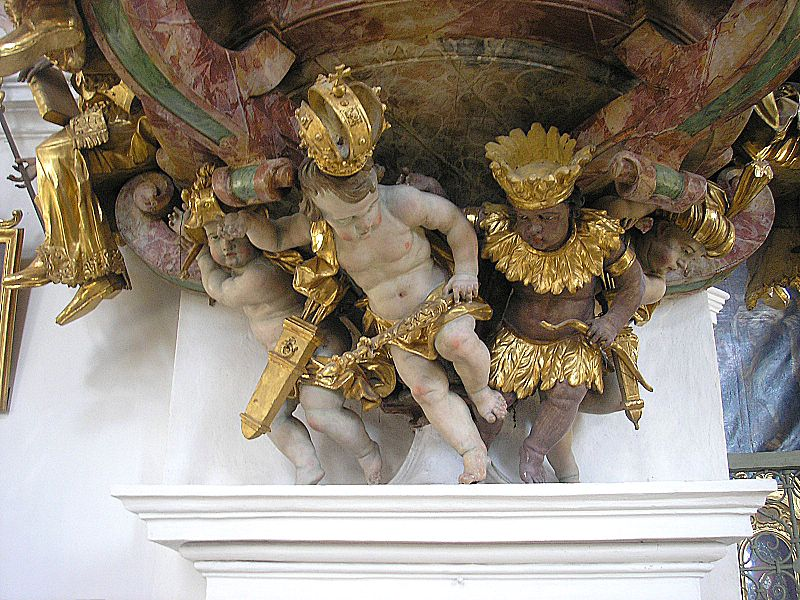
Die vier Erdteile Amerika, Europa, Afrika und Asien als Kanzelträger

In eher handwerklicher Art zeigt Lederer im großen Deckengemälde des Langhauses, in dem er seinen Namen und das Jahr 1734 angibt, Maria als Helferin aller Stände, und in den zehn Bildern, die er um dieses Fresko gruppiert, sehen wir Frauengestalten, die als alttestamentliche Vorbilder Mariens gelten:
- Abigajil bringt David den verweigerten Proviant (1 Sam 25 EU)
- Judit tötet Holofernes (Jdt 13 EU)
- Debora zieht mit Barak in den Krieg, weil er sich weigert ohne sie zu kämpfen (Ri 4 EU)
- Jaël tötet Sisera (Ri 4 EU)
- Rut liest die Ähren hinter den Schnittern auf den Feldern des Boas auf (Rut 2 EU)
- Ester bittet beim König Artaxerxes für ihr Volk (Est 5 EU)
- Die Dirne Rahab rettet den Kundschaftern in Jericho das Leben (Jos 2 EU)
- Die Schunemiterin erreicht durch ihre Bitten, dass Elischa ihren Sohn vom Tod erweckt (2 Kön 4,8 EU)
- Die Frau von Tekoa bittet David um die Begnadigung Abschaloms (2 Sam 14 EU)
- Batseba, die Mutter Salomos, bittet bei ihrem Sohn für Adonija (1 Kön 2,13 EU)

## Ausstattung
Der Hochaltar entstand 1748 nach Entwürfen des Laienbruders Concordius Scheidenberger. Ausführender Meister war wohl Dominikus Bergmüller aus Türkheim. Das mannshohe Modell des Aufbaues hat sich im Maximilianmuseum zu Augsburg erhalten.
Die figürliche Ausstattung stammt weitgehend von den Vorgängeraltären der Kirche. Im Mittelpunkt steht das Gnadenbild. Christus ist als Richter dargestellt, dem der Erzengel Michael und die Muttergottes beigegeben sind (Christoph Murmann d. J., um 1604).
Die beiden Seitenaltäre entstanden etwas früher (1737, Johann Einsle) und wurden 1752 am Auszug verändert. Die gemalten Altarblätter schuf der Münchner Hofmaler Balthasar Augustin Albrecht. Die Bilder werden von korinthischen Säulenpaaren flankiert. Über der Mensa des rechten Altares liegt der Leichnam des hl. Felix in seinem Reliquienschrein. Das linke Gegenstück birgt den hl. Severus.
In den Seitenkapellen stehen hochbarocke Altarbauten aus rot marmoriertem Holz des Kemptener Meisters Balthasar Aimüller (1691/92). Auch hier werden die gemalten Mittelbilder von korinthischen Säulenpaaren begleitet.
Die Kanzel (um 1735, zugeschrieben Ehrgott Bernhard Bendl) trägt reiche Dekorationen aus Bandelwerk und Rocaillen. Vor der Brüstung sitzen die vier Kirchenväter, auf dem Schalldeckel die vier Evangelisten. Darüber thront die Jungfrau im Strahlenkranz. Besonders volkstümlich sind die allegorischen Figuren der vier Erdteile am Kanzelfuß. Europa, Asien, Afrika und Amerika sind als dralle Putten dargestellt, Europa trägt eine große Krone und hält ein Szepter in der Hand, Amerika hält Pfeil und Bogen, Asien ist durch einen Turban charakterisiert. Afrika ist ein kleiner Mohr mit Federrock und Federkrone, der ebenfalls einen Bogen in der Hand hält.
Die hölzerne Empore für den Mönchschor entstand schon 1659. 1668/69 schuf man einen Verbindungsgang zum Kloster, 1750 wurde eine Orgel in die Brüstung eingebaut. Dahinter steht das geschnitzte Chorgestühl aus unbemaltem Eichenholz an der Rückwand.
Das Epitaph der Stifterin Regina von Imhof (gest. 1624) ist eine große, rechteckige Platte aus Solnhofener Kalkstein. Die lange lateinische Inschrift wird von Laubwerk und Engelsköpfen gerahmt, darüber ist das Wappen der Imhof ausgearbeitet.

## Orgel
Die heutige Orgel mit 18 Registern auf zwei Manualen und Pedal wurde von  Orgelbauer Georg Beer (Erling) im Jahr 1863 gebaut und in den vorhandenen Rokoko–Prospekt von 1750 eingefügt. 1961 erfolgte in Erweiterungsumbau durch die Orgelbau Sandtner. Die heutige Disposition lautet:
| I Hauptwerk C–c3 |     |
| Bourdon          | 16′ |
| Principal        | 8′  |
| Hohlflöte        | 8′  |
| Viola di Gamba   | 8′  |
| Octave           | 4′  |
| Portunalflöte    | 4′  |
| Quint            | 3′  |
| Superoctave      | 2′  |
| Mixtur           |     |

| II Positiv C–c3 |    |
| Gedackt         | 8′ |
| Dolciano        | 8′ |
| Salicional      | 8′ |
| Gemshorn        | 4′ |
| Flauto traverso | 4′ |
| Flautino        | 2′ |

| Pedal C–f |     |
| Subbaß    | 16′ |
| Quintatön | 16′ |
| Octavbaß  | 8′  |

- Koppeln: II/I, I/P, II/P
- Bemerkungen: Schleiflade, mechanische Spiel- und Registertraktur